# Jelcz 120MTE
Jelcz 120MTE – trolejbus, produkowany w latach 1996–1997 przez polskie firmy Jelcz oraz Kapena.

## Historia modelu
Dzięki nowej karoserii zbudowanej z wykorzystaniem tworzyw sztucznych i wklejanym oknom udało się uzyskać nowoczesny, jak na tamte czasy, wygląd trolejbusu. Jego dużymi wadami są: niski komfort podróży z uwagi na ciasne wnętrze pojazdu oraz wysoki poziom podłogi w jego tylnej części.

## Dostawy
| Państwo        | Miasto         | Lata dostaw    | Liczba | Numery taborowe       |             |
| -------------- | -------------- | -------------- | ------ | --------------------- | ----------- |
| Polska         | Gdynia         | 1997–2000      | 18     | 221–224, 229–231, 233 | [ 1 ] [ 2 ] |
| Łączna liczba: | Łączna liczba: | Łączna liczba: | 18     |                       |             |